# Jules Thiry
Jules Louis Gilles Thiry (* 21. Juni 1898 in Wellin; † 7. Februar 1931 in Brüssel) war ein belgischer Wasserballspieler.

## Karriere
Thiry nahm an den Olympischen Spielen 1924 teil. In Paris erreichte er mit der belgischen Nationalmannschaft den zweiten Rang und sicherte sich somit Silber.